# Butilglikolacetat
Butilglikol acetat (tudi etolen glikol monobutil eter acetat) je snov, ki se uporablja za tiskarska črnila.
Nad 37 stopinjami Celzija je mešanica z zrakom eksplozivna. Kot produkt termičnega razpada ali gorenja se sproščata ogljikov monoksid in ogljikov dioksid.

## Toksikološki podatki
Akutna strupenost pri
- vdihavanju - LC50 > 2,7 mg/kg
- stiku s kožo - LD50 = 1500 mg/kg (zajec)
- zaužitju - LD50 = 2400 mg/kg (4 ure, podgana)

Draženje
- kože: ne draži
- oči: rahlo draži

## Ekotoksikološki podatki
Mobilnost
Vpija se v zemljo.
Akumulacija
Log pow 1,51/1,79
Strupenost
- ribe: LC50 = 23 mg/l (Golden fisch), LC50 = 4,98 mg/l (Golden orfe)
- nevretenčarji: EC50 = 8,2 mg/l (Daphnia magna)
- alge: IC50(72 ur) = 5,2 mg/l (Selenastrum capricornatum)